# GP Ouest-France 2011
75. edycja wyścigu kolarskiego GP Ouest-France odbyła się w dniu 28 sierpnia 2011 roku i liczyła 248,3 km. Start i meta wyścigu znajdowała się w Plouay. Wyścig ten znajduje się w rankingu światowym UCI World Tour 2011.
Zwyciężył po raz pierwszy w tym wyścigu Słoweniec Grega Bole z grupy Lampre ISD. Drugi był Australijczyk Simon Gerrans, a trzeci Francuz Thomas Voeckler.
Wystartowało i ukończyło wyścig trzech polskich kolarzy - Maciej Bodnar był 44., Maciej Paterski (obaj z Liquigas-Cannondale) 83., a Michał Kwiatkowski z Team RadioShack był 96.

## Uczestnicy
Na starcie wyścigu stanęło 24 ekipy. Wśród nich znalazło się osiemnaście ekip UCI World Tour 2011 oraz sześć innych zaproszone przez organizatorów. 
Lista drużyn uczestniczących w wyścigu:
| Numery  | Kod | Drużyna            |
| ------- | --- | ------------------ |
| 1-9     | THR | HTC - Highroad     |
| 11-19   | GRM | Garmin-Cervelo     |
| 21-29   | FDJ | FDJ                |
| 31-39   | LAM | Lampre ISD         |
| 41-49   | AST | Pro Team Astana    |
| 51-59   | ALM | AG2R-La Mondiale   |
| 61-69   | MOV | Team Movistar      |
| 71-79   | OLO | Omega Pharma-Lotto |
| 81-89   | BMC | BMC Racing Team    |
| 91-99   | KAT | Team Katusha       |
| 101-109 | EUS | Euskaltel-Euskadi  |
| 111-119 | RAB | Rabobank           |

| Numery  | Kod | Drużyna                 |
| ------- | --- | ----------------------- |
| 121-129 | SKY | Procycling Sky          |
| 131-139 | LEO | Team Leopard-Trek       |
| 141-149 | LIQ | Liquigas-Cannondale     |
| 151-159 | QST | Quick Step Cycling Team |
| 161-169 | VCD | Vacansoleil-DCM         |
| 171-179 | RSH | Team RadioShack         |
| 181-189 | SBS | Saxo Bank Sungard       |
| 191-199 | BSC | Bretagne-Schuller       |
| 201-209 | COF | Cofidis                 |
| 211-219 | EUC | Europcar                |
| 221-229 | SAU | Saur-Sojasun            |
| 231-239 | SKS | Skil-Shimano            |

## Klasyfikacja generalna
| M-ce | Imię i nazwisko    | Kraj      | Drużyna           | Czas       |
| ---- | ------------------ | --------- | ----------------- | ---------- |
| 1    | Grega Bole         | Słowenia  | Lampre ISD        | 6h 32' 41" |
| 2    | Simon Gerrans      | Australia | Procycling Sky    | + 0"       |
| 3    | Thomas Voeckler    | Francja   | Europcar          | + 0"       |
| 4    | Thor Hushovd       | Norwegia  | Garmin-Cervélo    | + 0"       |
| 5    | Giacomo Nizzolo    | Włochy    | Team Leopard-Trek | + 0"       |
| 6    | Arnaud Gérard      | Francja   | FDJ               | + 0"       |
| 7    | José Joaquín Rojas | Hiszpania | Team Movistar     | + 0"       |
| 8    | Fumiyuki Beppu     | Japonia   | Team RadioShack   | + 0"       |
| 9    | Julien Simon       | Francja   | Saur-Sojasun      | + 0"       |
| 10   | Yoann Offredo      | Francja   | FDJ               | + 0"       |